# 神弘無
神 弘無（じん ひろむ、じん こうむ、1942年7月24日 - 1990年代）は、日本の男性俳優、声優。兵庫県出身。網の会、東企画を経て、巣山プロに所属していた。

## 後任
神の死後、持ち役を引き継いだ人物は以下の通り。
| 後任     | 役名       | 概要作品               | 後任の初担当作品               |
| -------- | ---------- | ---------------------- | ------------------------------ |
| 富田耕生 | 地獄大元帥 | 『グレートマジンガー』 | 『スーパーロボット大戦IMPACT』 |
| 内海賢二 | 帝王ゴール | 『ゲッターロボ』       | 『スーパーロボット大戦α外伝』  |
| 矢田耕司 | 独眼鬼     | 『ゲッターロボG』      | 『スーパーロボット大戦Z』      |

## 出演

### テレビドラマ
- 江戸川乱歩シリーズ 明智小五郎（1970年） - ゴリラ男
- 一心太助 第6話「白魚献上」（1971年）
- 仮面ライダー（1972年） - 源治
- 新・平家物語（1972年） - 由井五郎
- 荒野の用心棒 第35話「赤い殺意は死の谷に燃えて…」（1973年）
- 西部警察 PART-II 第38話「決戦・地獄の要塞 - 名古屋篇 -」（1982年） - 愛知県警の刑事
- 西部警察 PART-III 第53話「眼には眼を」（1983年）
- 山河燃ゆ（1984年） - 暴漢
- 誇りの報酬 第29話「白バイを撃て!」（1986年）
- 忠臣蔵・女たち・愛（1987年）

### 映画
- 首都消失（1987年）

### テレビアニメ
- マジンガーZ（1973年 - 1974年） - シュトロハイム[6]
- ゲッターロボ（1974年 - 1975年） - ゴール[7]、流竜作[8]、和子の父[8]、ビクト[8]、ロナン[8]、グルバ[8]
- グレートマジンガー（1975年） - 地獄大元帥[9]
- ゲッターロボG（1975年） - 独眼鬼[8]、暗黒鬼[8]、自雷鬼[8]、金剛鬼[8]、医師[8]、艦長[8]
- 少年徳川家康（1975年）

## 舞台演出
- 残り雛（1976年、由木事務所）[10]